# Роменська округа
Роме́нська окру́га — адміністративно-територіальна одиниця у складі Української СРР з березня 1923 року по липень 1930 року. Окружний центр — місто Ромни.

## Історія
Утворена 7 березня 1923 року з окружним центром у Ромнах в складі Роменського, частин Прилуцького, Гадяцького, Лохвицького повітів на Полтавщині та частини Лебединського повіту на Харківщині, у складі 14 районів:
- Березівський (Сильченківський) — в складі волостей: Березівської, Блотницької, Сельчанської (Сильченківської).
- Бобринський — в складі волостей: Бобринської, Перекопівської, Андріяшівської.
- Борківський — в складі волостей: Борківської, Капустинської, Биївської, Синівської, Сватківської, Подолківської.
- Велико-Бубнівський — в складі волостей: Велико-Бубнівської, Липовецької, Ведмідівської, Бацманівської.
- Веприцький — в складі волостей: Веприцької, В.-Будищенської, Бобрицької.
- Гадяцький — в складі волостей: Вельбівської, Лютинської, Рашівської, Сарської, Краснолуцької.
- Глинський — в складі волостей: Глинської, Свиридівської.
- Коровинський — в складі волостей: Коровинської і частини Недригайлівської, Краснослобідської, Курманівської, Хоружівської.
- Липово-Долинський — в складі волостей: Берестівської, Андріївської, Русанівської, Липово-Долинської.
- Лохвицький — в складі волостей: Лохвицької, Луцької, Івахницької, Пісківської.
- Петрівський — в складі волостей: Петрівської, Красно-Знаменської, Березово-Луцької, Остапівської, Розбишівської.
- Роменський — в складі волостей: Роменської, Засульської, Вовківської.
- Смілянський — в складі волостей: Смілянської, Чернечо-Слобідської, Хустянської, Гринівської, Біживської.
- Хмелівський — в складі волостей: Хмелівської, Пикарівської, Рогинської.

13 березня 1925:
- Хмелівський район розформований, сільради приєднані:
  - Хмелівська, Пекарівська, Владимирівська і Басівська до Смелянського району;
  - Рогинська до В.-Бубнівського району;
  - Калинівська і Миколаївська до Роменського району.
- Остапівська і Верхнє-Будаківська сільради Петрівського району перейшли до складу Комишанського району Лубенської округи.
- Гудимівська сільрада Бобриківського району перейшла до Глинського району.
- хутір Великий Коровинського району перейшов до Роменського району.
- Степухівська і Свиридівська сільради Глинського району перейшли до Лохвицького району.
- Королевщинська сільрада Березівського району перейшла до В.-Бубнівського району.
- хутір Даниленкова Веприцького району перейшов до складу Борківського району.
- с. Довгополівка В.-Бубнівського району перейшло до Роменського району.
- районний центр Роменського району перенесений з м. Ромни у с. Засулля, Роменський район перейменований на Засульський.
- районний центр Коровинського району перенесений з с. Коровниці у м. Недригайлів, Коровинський район перейменований на Недригайлівський.
- районний центр Борківського району перенесений з с. Борки в с. Синевку, Борківський район перейменований на Синевський.
- районний центр Бобрицького району перенесений з с. Бобрик у с. Перекопівку, Бобрицький район перейменований на Перекопівський.

У червні 1925 року губернії в Україні було скасовано і округа перейшла у пряме підпорядкування Української СРР.
13 червня 1930 округа ліквідована. Смілянський, Недригайлівський, Липово-Долинський, Синівський, Гадяцький, Веприцький райони приєднані до Сумської округи. Велико-Бубнівський, Березівський, Засульський, Глинський, Перекопівський, Петрівський та Лохвицький райони з містом Ромни приєднані до Лубенської округи. Районний центр Засульського району перенесений з селища Засулля до міста Ромни, Засульський район перейменований на Роменський.

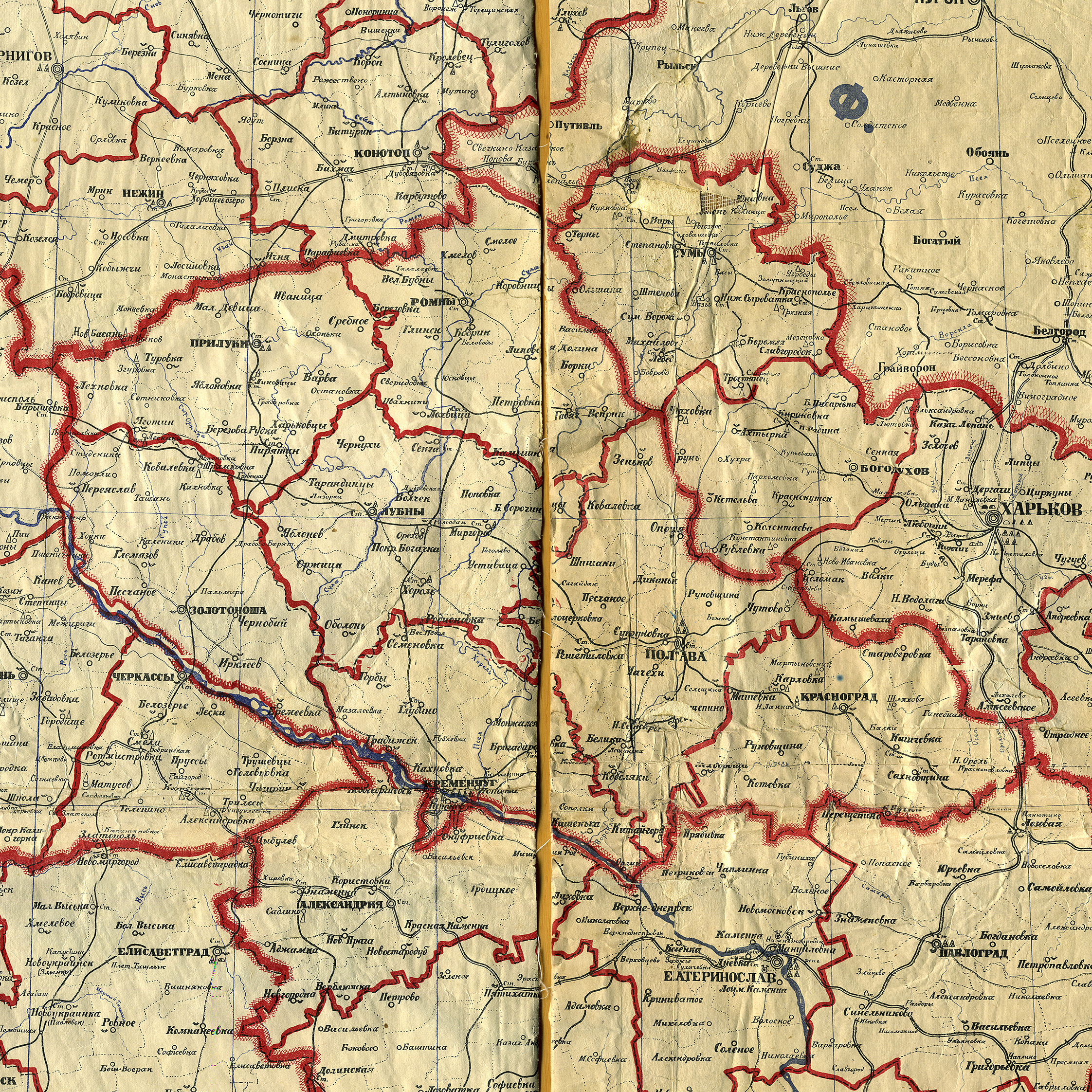
Карта Роменської округи у складі Полтавської губернії, 1923
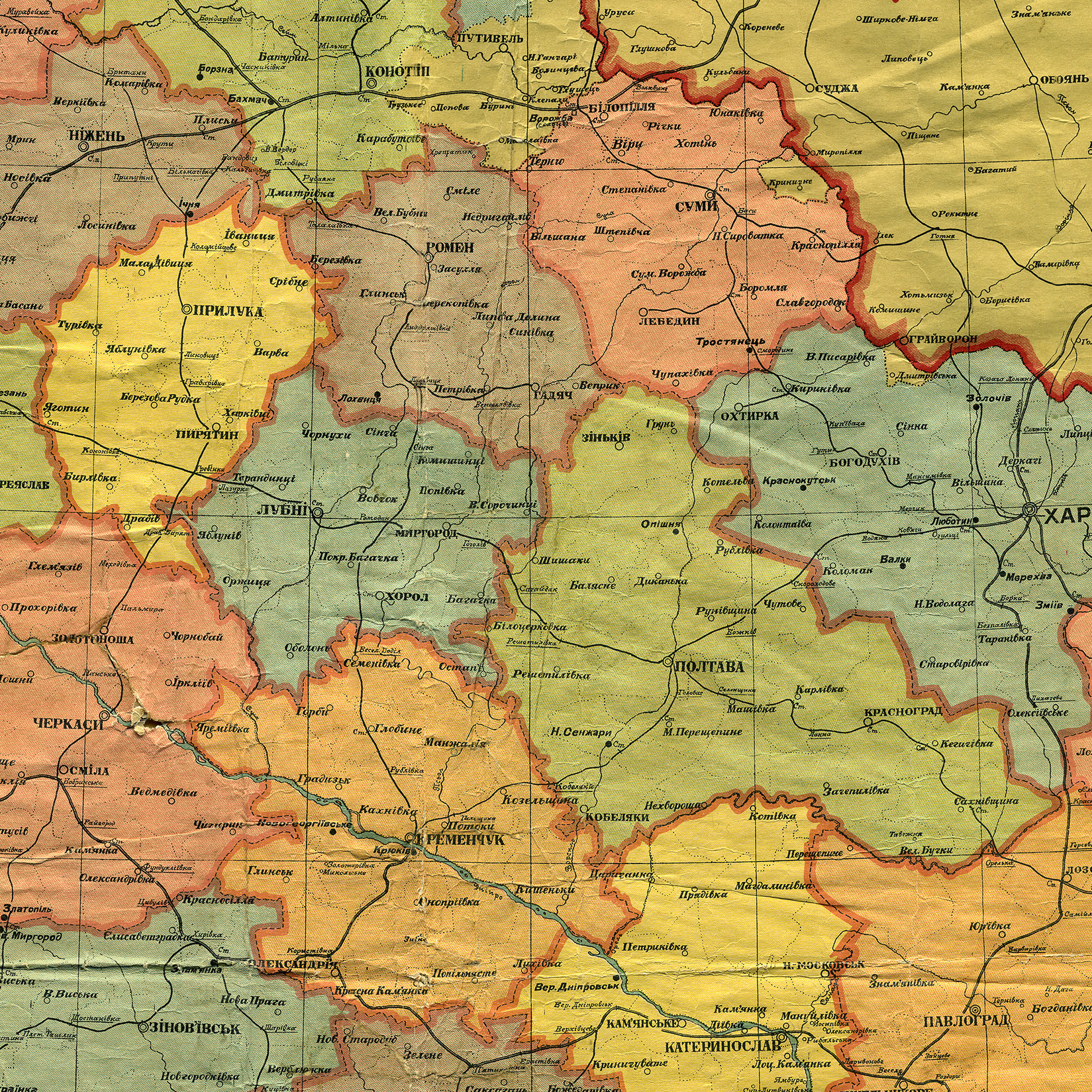
Карта Роменської округи, адміністративні межі станом на 1 жовтня 1925
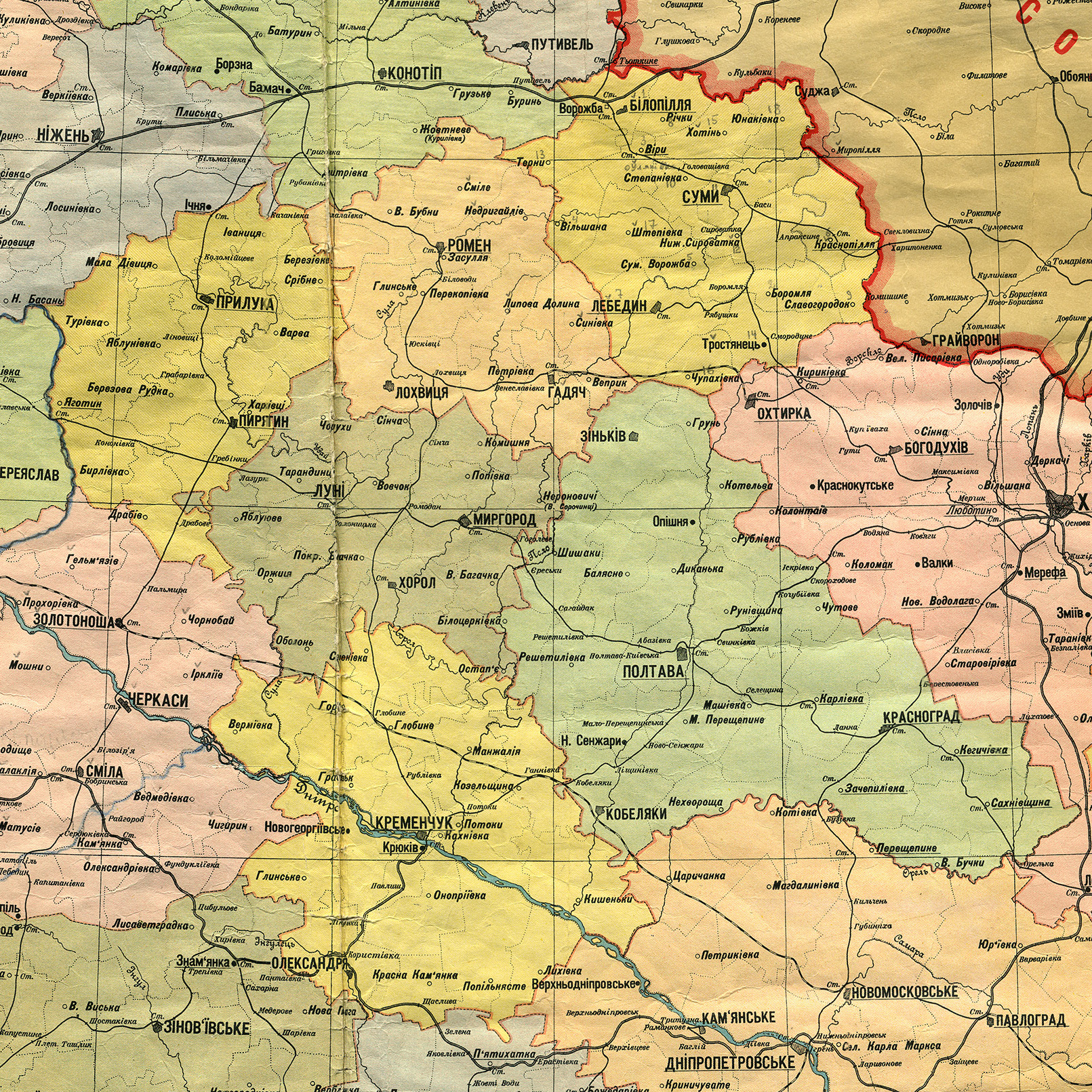
Карта Роменської округи, адміністративні межі станом на 1 березня 1927

## Керівники округи

### Відповідальні секретарі окружного комітетуКП(б)У
- Кириченко Семен Трифонович (.02.1923—1924),
- Биченков Георгій Сергійович (1925),
- Закондирін Іван Григорович (1925—1926),
- Халявко Костянтин Романович (.12.1926—1928),
- Столбун Онуфрій Титович (1928—.03.1930),
- Сагайдак Валентин Петрович (.03.1930—.08.1930).

### Голови окружного виконавчого комітету
- Луценко Степан Кузьмич (.03.1923—1924),
- Бірюков Т. Ф., в. о. (1924—.09.1924),
- Луценко Степан Кузьмич (.09.1924—.05.1925),
- Голубенко Микола Васильович (.05.1925—.02.1926),
- Гужвій Яків Євменович (.02.1926—1930).

## Населення
Чисельність населення на 1 січня 1926 року складала 536,1 тисяч осіб, за національним складом:
- українці — 95,8%;
- євреї — 2,5%;
- росіяни — 1,0%.

### Національний склад
Населення та національний склад районів округи за переписом 1926 року
| Район              | Населення, осіб | Національний склад, % | Національний склад, % | Національний склад, % | Національний склад, % | Національний склад, % | Національний склад, % |
| Район              | Населення, осіб | українці              | євреї                 | росіяни               | білоруси              | німці                 | поляки                |
| ------------------ | --------------- | --------------------- | --------------------- | --------------------- | --------------------- | --------------------- | --------------------- |
| м. Ромни           | 25 787          | 55,0                  | 33,3                  | 7,3                   | 2,3                   | 0,2                   | 1,0                   |
| Березівський       | 29 642          | 98,7                  | 0,1                   | 0,7                   | 0,1                   |                       |                       |
| Велико-Бубнівський | 36 203          | 98,5                  | 0,5                   | 0,6                   | 0,1                   |                       | 0,1                   |
| Веприцький         | 26 413          | 99,4                  |                       | 0,3                   |                       |                       |                       |
| Гадяцький          | 61 974          | 95,9                  | 2,9                   | 0,8                   |                       |                       | 0,1                   |
| Глинський          | 26 197          | 98,8                  | 0,5                   | 0,5                   | 0,1                   |                       |                       |
| Засульський        | 41 306          | 97,8                  | 0,8                   | 0,8                   | 0,3                   |                       | 0,1                   |
| Липово-Долинський  | 36 966          | 99,3                  |                       | 0,5                   |                       |                       |                       |
| Лохвицький         | 66 953          | 95,4                  | 3,3                   | 0,9                   | 0,1                   |                       | 0,1                   |
| Недригайлівський   | 38 962          | 98,8                  | 0,3                   | 0,7                   | 0,1                   |                       |                       |
| Перекопівський     | 26 842          | 99,0                  |                       | 0,6                   | 0,1                   |                       | 0,1                   |
| Петрівський        | 28 984          | 99,2                  | 0,1                   | 0,5                   | 0,1                   |                       |                       |
| Синівський         | 34 163          | 99,3                  | 0,1                   | 0,4                   |                       |                       |                       |
| Смілянський        | 55 913          | 97,6                  | 0,3                   | 0,5                   |                       | 1,2                   |                       |
| Роменська округа   | 536 305         | 95,8                  | 2,5                   | 1,0                   | 0,2                   | 0,1                   | 0,1                   |

### Мовний склад
Рідна мова населення Роменської округи за переписом 1926 року
| Район              | Населення, осіб | Рідна мова, % | Рідна мова, % | Рідна мова, % |
| Район              | Населення, осіб | українська    | російська     | інша          |
| ------------------ | --------------- | ------------- | ------------- | ------------- |
| м. Ромни           | 25 787          | 50,9          | 22,1          | 27,0          |
| Березівський       | 29 642          | 98,8          | 0,8           | 0,4           |
| Велико-Бубнівський | 36 203          | 98,6          | 0,8           | 0,6           |
| Веприцький         | 26 413          | 99,4          | 0,4           | 0,2           |
| Гадяцький          | 61 974          | 96,0          | 1,2           | 2,8           |
| Глинський          | 26 197          | 98,9          | 0,5           | 0,6           |
| Засульський        | 41 306          | 97,8          | 1,1           | 1,1           |
| Липово-Долинський  | 36 966          | 99,4          | 0,5           | 0,1           |
| Лохвицький         | 66 953          | 95,6          | 1,1           | 3,3           |
| Недригайлівський   | 38 962          | 98,9          | 0,7           | 0,4           |
| Перекопівський     | 26 842          | 99,2          | 0,6           | 0,2           |
| Петрівський        | 28 984          | 99,3          | 0,5           | 0,2           |
| Синівський         | 34 163          | 99,2          | 0,6           | 0,3           |
| Смілянський        | 55 913          | 97,8          | 0,5           | 1,7           |
| Роменська округа   | 536 305         | 95,7          | 1,8           | 2,5           |